# Collonges (Svizzera)
Collonges (toponimo francese) è un comune svizzero di 750 abitanti del Canton Vallese, nel distretto di Saint-Maurice.

## Geografia fisica

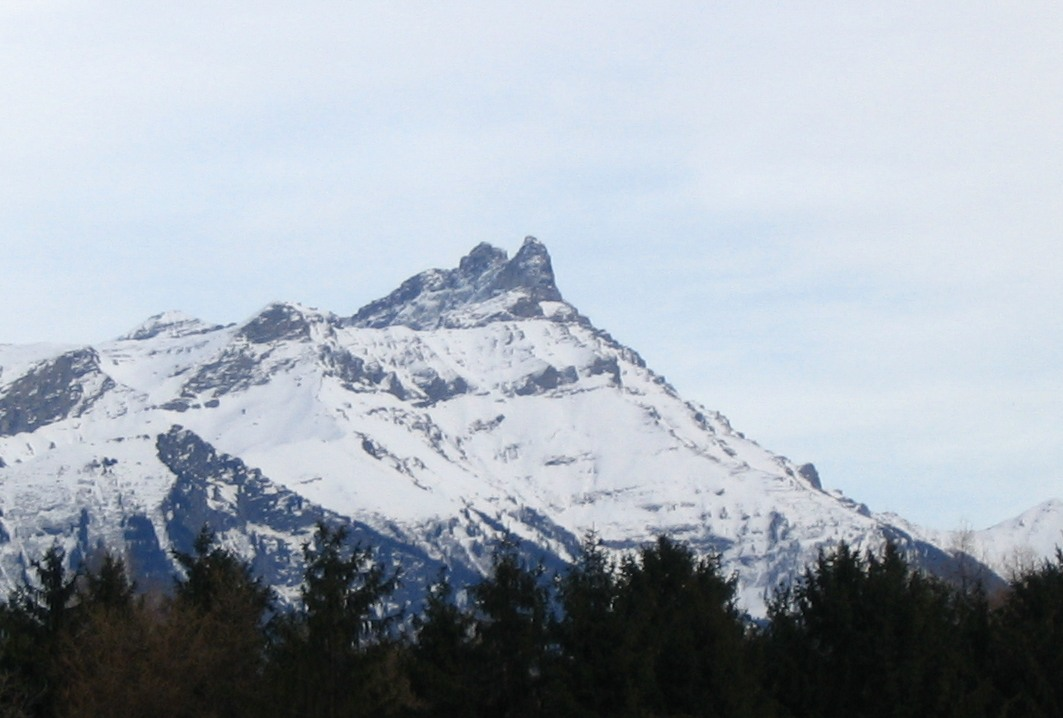
Il Dent de Morcles

Nel territorio comunale sorge il Dent de Morcles (2 969 m s.l.m.).

## Storia
Il comune di Collonges è stato istituito nel 1816 con la divisione del comune soppresso di Outre-Rhône nei nuovi comuni di Collonges e Dorénaz; inizialmente comprese anche la frazione di Alesse, nel 1841 assegnata a Dorénaz.

## Monumenti e luoghi d'interesse
- Chiesa parrocchiale cattolica di Sant'Anna, eretta nel 1639[2].

## Società

### Evoluzione demografica
L'evoluzione demografica è riportata nella seguente tabella:
Abitanti censiti

## Amministrazione
Ogni famiglia originaria del luogo fa parte del cosiddetto comune patriziale e ha la responsabilità della manutenzione di ogni bene ricadente all'interno dei confini del comune.